# Domen Makuc
Domen Makuc (Postojna, Eslovenia, 1 de julio de 2000) es un jugador profesional de balonmano, que pertenece al Fútbol Club Barcelona de la Liga ASOBAL. Juega en la posición de central.

## Trayectoria

### RK Celje
Debutó profesionalmente con el RK Celje a la edad de 16 años. En la temporada 2016-2017, se convirtió en el jugador más joven de la Liga de Campeones al debutar con 17 años. En la jornada 3 de esa misma edición, anotó su primer gol en la competición frente al KS Vive Kielce, siendo el primer jugador del siglo XXI en conseguir dicho hito.

### FC Barcelona
En julio de 2020, se oficializó su fichaje por el Fútbol Club Barcelona hasta el año 2024, compartiendo posición con Luka Cindrić, Aron Pálmarsson y Raúl Entrerríos. Debutó oficialmente en competición en la Supercopa de España, donde se proclamaron campeones tras derrotar al BM Benidorm, anotando 7 goles que le permitieron alzarse con el trofeo de máximo goleador y siendo elegido mejor jugador de la final. En noviembre de 2020, dio positivo por COVID-19 mientras estaba con la selección nacional, causando baja y teniendo que guardar cuarentena.

### Selección nacional
Con la selección de Eslovenia sub-18, llegaron a las semifinales del Europeo, pero perdieron en semifinales frente a Croacia y en el partido por la medalla de bronce frente a Alemania. Domen finalizó el torneo con 19 goles en total.
Formó parte de la selección Sub-20, que se proclamó con la medalla de oro en el Campeonato de Europa 2018 celebrado en su país natal. Makuc fue el jugador más joven de aquella selección, ya que era el único nacido en el año 2000.

## Equipos
- RK Celje (2016-2020)
- FC Barcelona (2020-presente)

## Estadísticas
| Club                | Temporada           | Liga  | Liga  | Liga  | Europa | Europa | Europa | Total | Total | Total |
| Club                | Temporada           | Part. | Goles | Media | Part.  | Goles  | Media  | Part. | Goles | Media |
| ------------------- | ------------------- | ----- | ----- | ----- | ------ | ------ | ------ | ----- | ----- | ----- |
| F.C. Barcelona      | 2020-21             | 10    | 22    | 2,20  | 5      | 6      | 1,20   | 15    | 28    | 1,87  |
| Total en su carrera | Total en su carrera | 10    | 22    | 2,20  | 5      | 6      | 1,20   | 15    | 28    | 1,87  |

Actualizado a 6 de diciembre de 2020.

## Palmarés

### RK Celje
- Liga de Eslovenia (4): 2016–17, 2017–18, 2018–19 y 2019–20
- Copa de Eslovenia (2): 2016-17 y 2017-18
- Supercopa de Eslovenia (2): 2017 y 2019

### FC Barcelona
- Liga de Campeones (3): 2020-21, 2021-22, 2023-24
- Liga ASOBAL (4): 2020-21, 2021-22, 2022-23, 2023-24
- Copa ASOBAL (4): 2020-21, 2021-22, 2022-23, 2023-24
- Copa del Rey (4): 2021, 2022, 2023, 2024
- Supercopa de España (2): 2020-21, 2021-22
- Supercopa Ibérica (3): 2022, 2023, 2024

### Selección nacional

#### Selección nacionales inferiores
- Medalla de oro en el Campeonato de Europa Sub-20 de 2018.

### Consideraciones individuales
- Máximo Goleador de la Supercopa de España (1): 2020
- MVP de la Supercopa de España (1): 2020